# 合沢萌
合沢 萌（あいざわ もえ、1981年5月15日 - ）は、日本の元AV女優、元レースクイーン、元女優。

## 略歴
AVデビュー前は、阿当 真子（あとう まこ）としてレースクイーン（2006年の鈴鹿8耐など）の他、映画や舞台にも出演するなどマルチに活動する。
2007年3月に合沢萌に改名し、『現役レースクイーン★萌 Go!Go!セックスオーディション編』でh.m.p専属女優としてAVデビュー。
2007年9月に『初パイパン初アナル中出しFUCK』でマキシングよりセルデビュー。
覚醒剤を使用したことによる覚醒剤取締法違反、国際的な協力の下に規制薬物に係る不正行為を助長する行為等の防止を図るための麻薬及び向精神薬取締法等の特例等に関する法律（麻薬特例法）違反で逮捕され収監されていたが、2023年10月13日、約13年間の刑期を終えて出所。それより遡って仮釈放中の2022年5月にTwitter（現X）アカウントを開設。2023年5月7日の投稿が最古である。
2023年12月1日、YouTubeチャンネル開設。
本人は2024年に『日刊SPA!』のインタビューに応じており、覚醒剤による3度の有罪判決と2度の実刑判決を受けた自身の話を明かしている。本人は、AV業界は個人レベルでは薬物に手を出す人がいたが、業界の体質ではなく業界全体に蔓延もしていなかったという趣旨の話をしている。また、AVの仕事が減って暇で刺激が無くなったのが覚醒剤使用の引き金となったと語っており、1度目の実刑判決から仮釈放された際には刑務所で取得した高卒認定の資格を活かして大学進学に挑戦したが、志望していた臨床心理士の資格に大学から大学院に至るまでの6年間の学費となる1000万円を30代半ばの女性が稼ぐにはこれしかないと、覚醒剤の密売に手を出した。密売から5ヶ月後に3度目の逮捕がされた時点で密売の収益を3000万円持っていたが、その金もすべて覚醒剤に蕩尽した。

## 作品

### アダルトビデオ

#### DVD
- 現役レースクイーン★萌 Go!Go!セックスオーディション編（2007年3月21日、h.m.p）
- 現役レースクイーン★萌 RQナース≪手コキ&フェラ抜きクリニック!≫（2007年4月21日、h.m.p）
- 美尻レースクイーン!裸でハメたい?（2007年5月21日、h.m.p）
- 美乳スキャンダル授業（2007年6月21日、h.m.p）
- 初パイパン初アナル中出しFUCK（2007年9月16日、マキシング）
- 強制アナル拡張 凌辱中出しFUCK（2007年11月1日、ワンズファクトリー）
- 巨乳フードルパラダイス（2007年11月15日、トップワン）他出演:水野美香、花野真衣、麻生岬、香月藍、さとう和香、中島佑里、小春、近藤優希、里美りん
- 黒人中出し21連発 【ポールダンサー 合沢萌】（2007年12月13日、カルマ）
- 女怪盗 女豹6 爆弾を抱いて眠れ（2008年1月7日、アタッカーズ）共演:小澤マリア、妃乃ひかり
- 実際キャリアな秘書室長の真実は、脱いだら巨乳なアナルファッカー（2008年1月19日、クロス）
- 巨乳ハーレムソープ 2（2008年1月20日、ジェイモデル）共演:花野真衣、水野美香、中島佑里
- 同性愛ペニバン同好会（2008年4月13日、マルクス兄弟）共演:南沙也香
- 恥辱の女潜入捜査官（2008年5月1日、シネマジック）
- スーパーヒロイン危機一髪!! VOL.25 宇宙特捜シャリアン（2008年6月13日、GIGA）
- 合沢萌 (ブルーレイディスク版)（2008年9月25日、ムゲンエンターテイメント）　※無修正作品
- Fカップの美乳ぷりっぷりのお尻も魅力（2008年10月9日、ムゲンエンターテイメント）　※無修正作品
- 電車で陵辱・絶頂！ハツラツ元気娘（2008年11月17日、ムゲンエンターテイメント）他出演：みづき伊織　※無修正作品
- 私は痴女 人妻編 奥さん!そげんヨカトですか（2009年1月16日、クリスタル映像）他出演:黒谷彩乃、南ナミ、竹内梨乃
- スペルマクィーン（2009年3月26日、スタジオテリヤキ）　※無修正作品
- ダブルペネトレーション 二穴同時挿入スペシャルコレクション 4時間（2010年5月12日、サムライポルノ）他出演：大塚咲、辻さやか、香坂美優、石黒京香、はるか悠、森ゆきな、瀬織さら、森川圭子、柊美緒、新垣さくら、青山亜里沙、小峰由衣、愛葉渚、栗山帆花、後藤ゆりか　※無修正作品
- 女に虐められる女たち S女M女同性調教秘宝館 （2010年12月1日、シネマジック）他出演:小室芹菜、姫咲しゅり、ささきふう香、みずなあんり、坪井あみか、若槻朱音、池野朋、早坂純、浅井千尋、今井ゆり、松下ゆうか（愛乃彩音、藤咲ゆうか）、若瀬まどか、後藤亜美、常磐エレナ

#### 動画配信
- 快楽からのアブレター（2008年11月21日、カリビアンコム）
- キャンギャル買収（2008年12月12日、カリビアンコム）
- 爆乳セレクション Vol.2（2010年8月12日、カリビアンコム）他出演：紅葉紅葉、桐嶋アリサ、あいだゆき、大槻ひびき、芳野弥生、草凪純、翼裕香、さとう和香、早乙女美奈子、はるか悠、石川みずき、愛あいり、あすか、相原未来

### イメージビデオ
- 着エロダンシング V CINEMA QUEEN DANCE DVD（2004年12月8日、BODY）
- 美形レースクイーンのご奉仕美脚（日本メディアサプライ）
- はみどる（スパークビジョン）
- M・DOLL（イーネットフロンティア）

## 出演

### TV出演
- 京パチ　大好き!（KBS京都）
- メトロに乗って（テレビ朝日・第1話）
- ワンダフル（TBS）
- スキヤキ!ロンドンブーツ大作戦・ヤミスキ（テレビ東京）
- ジャクソン（テレビ東京）
- 松本清張スペシャル・指（日本テレビ）
- お姉さん☆セクシーClub ＃04（MONDO21）
- バイク王!（サンテレビ）
- 素人→女優（BS日テレで放送が予定されていたが中止）-当初はBS11の予定だった。

### オリジナルビデオ
- 令嬢姉妹飼育（2004年、廣田幹夫監督）[10]
- 令嬢姉妹飼育2 性奴隷（2004年、廣田幹夫監督）[11]
- 新任女教師 青き性の時限爆弾（2004年3月22日、TMC、大山銀監督）[12]
- 飼育　大好きなあなたに（2004年、田尻裕司監督）[13]
- TOKYOカーマストラ（2005年、ジャパンアート、永岡久明監督）[14]
- 藍川京原作 兄嫁（2006年6月23日、レジェンド・ピクチャーズ、久保寺和人）共演:若瀬千夏[15]
- 真夜中の診療室 淫らなセラピー（2007年3月2日、レジェンド・ピクチャーズ、神野太監督）
- 月蝕歌劇団 花と蛇（2007年7月24日、TMC）他出演:三坂知絵子、黄金咲ちひろ、一ノ瀬めぐみ
- ダークエリア悪魔の楽譜（2007年、上倉栄治監督）[16]
- 狙われた女子寮３　先輩はレズビアン（2008年、新田栄監督）[17]
- 運命の人（2009年、片岡修二監督）[18]
- 熟女訪問販売 和服みだら濡れ（2010年、加藤義一監督）[19]

- ザ・芸能スキャンダル（2011年、右田昌万監督）[20]

### 映画
- せつな（2005年、新東宝、高原秀和監督） ‐ 原田あい子 役[21]
- 檻 Prison Girl（2006年、楽映社、石川均監督）[22]
- 檻 女囚麗華 復讐（2006年、楽映社、石川均監督）[23]
- 無認可保育園歌舞伎町ひよこ組！（2007年、権野元監督）
- アジアンタム・ブルー（2006年、東映、藤田明二）
- 四剣士（ブロードバンド番組・主役）

- 愛されない私（新東宝・主演）
- 妹のおっぱい ぷるり揉みまくり（OP映画）
- 家庭教師（エクセスフィルム・主演）
- 壺姫ソープ　ぬる肌で裏責め（2009年、加藤義一監督）

### 舞台
- 静かなるドン（阿佐ヶ谷ザムザ）
- ステーシー　05.1月家畜人ヤプー（大塚萬）（主演）
- 新撰組in1944 （主演）
- 寺山修二　盲人書簡
- 龍馬は戦場に行った（主演）
- 静かなるドン2（阿佐ヶ谷ザムザ・大阪四天王寺シアター）
- 花と蛇（本多劇場）
- 寺山修司～華麗なる疾走～（紀伊国屋ホール）
- 金色夜叉の逆襲（主演）（池袋あうるずぽっと）
- 津山三十人殺し～幻視行～（主演）（ザムザ阿佐ヶ谷）
- 寺山修二・蛇宗門

### YouTube
- A○女優人気低迷で覚○剤/刑務所3年 社会復帰の為○薬密売で学費稼ぐも再逮捕実刑9年（街録ch〜あなたの人生、教えて下さい〜）